# Pierre Fleury (homme politique)
Pour les articles homonymes, voir Pierre Fleury et Fleury.
Pierre Fleury, né le 5 juin 1876 à Bouguenais et mort le 25 juillet 1969 au Clion-sur-Mer, est un résistant et homme politique français. Il est maire du Clion-sur-Mer de 1925 à 1964, conseiller général de Loire-Atlantique de 1932 à 1967 et sénateur de 1948 à 1955.

## Biographie
Pierre Fleury suit sa scolarité aux collèges des Couëts et d'Ancenis, puis des études de pharmacie, métier qu'il exerce à Paris jusqu'en 1910.
Installé au Clion-sur-Mer, il u devient président d'un syndicat de marais et du syndicat intercommunal de Pornic-Le Clion-sur-Mer, puis maire du Clion (1925), conseiller d'arrondissement de Paimbœuf, conseiller général pour le canton de Pornic (1932). Il devient vice-président du Conseil général. 
Durant la Seconde Guerre mondiale, il participe à un réseau de résistants.
Le 7 novembre 1948, il est élu au Conseil de la République.

## Détail des fonctions et des mandats
Mandat parlementaire
- 7 novembre 1948 - 16 juin 1955 : Sénateur de la Loire-Inférieure

## Hommage
Une rue de Pornic, dans le quartier de la Birochère (sur le territoire de l'ancienne commune du Clion-sur-Mer), porte son nom.

## Décoration
- Médaille d'honneur départementale et communale, échelon or (1966)[1]